# Хрисовул
Хрисовул (на гръцки: χρυσόβουλο) е златен орнамент, представляващ печат (bulla aurea или „златен печат“ на латински), прикрепен към указите, издавани от византийските императори и по-късно от други монарси в Европа през Средновековието и Ренесанса.
Първоначално терминът се е отнасял само за печата, но по-късно започва да се използва като наименование на целия указ.
Във форма на хрисовул са били публикувани закони, международни договори и най-важните дарствени грамоти.
Най-известни хрисовули:
- Хрисовул от 1136 г. на папа Инокентий II
- Хрисовул от 1212 г. на император Фридрих II
- Хрисовул от 1213 г. на император Фридрих II
- Хрисовул от 1214 г. на император Фридрих II
- Хрисовул от 1222 г. на унгарския крал Андраш II
- Хрисовул от 1226 г. на император Фридрих II
- Хрисовул от 1267 г. на унгарския крал Бела IV
- Хрисовул от 1342 г. на българския цар Иван Александър, в. Зографска грамота
- Хрисовул от 1348 г. на император Карл IV
- Хрисовул от 1356 г. на император Карл IV
- Хрисовул от 1702 г. на император Леополд I